# David de la Fuente
David de la Fuente Rasilla (ur. 4 maja 1981 w Reinosa, Kantabria) – hiszpański kolarz szosowy, zawodnik tureckiej profesjonalnej grupy Torku Şeker Spor.

## Najważniejsze osiągnięcia
- 2006
  -  1. miejsce w klasyfikacji najbardziej walecznego kolarza Tour de France
  - 1. miejsce w klasyfikacji najlepszego górala Tour de France przez 9 etapów (od 2 do 11)
- 2007
  - 1. miejsce w GP Llodio
- 2008
  - 1. miejsce w klasyfikacji najlepszego górala Tour de France przez 3 etapy (od 7 do 9)
  - 1. miejsce na 2. etapie Deutschland Tour
- 2009
  - 1. miejsce w GP Miguel Indurain
  - 10. miejsce w Volta a Catalunya
- 2013
  - 1. miejsce na 2. etapie Tour of Qinghai Lake

## Starty w Wielkich Tourach
| Grand Tour | 2003 | 2004 | 2005 | 2006 | 2007 | 2008 | 2009 | 2010 | 2011 | 2012 | 2013 |
| ---------- | ---- | ---- | ---- | ---- | ---- | ---- | ---- | ---- | ---- | ---- | ---- |
| Giro       | -    | -    | -    | -    | -    | -    | -    | -    | -    | -    | -    |
| Tour       | -    | -    | -    | 56.  | 49.  | DNF  | -    | 110. | -    | -    | -    |
| Vuelta     | 156. | -    | DNF  | 71.  | 96.  | -    | 24.  | -    | 35.  | 65.  | -    |